# Bab Scharqi

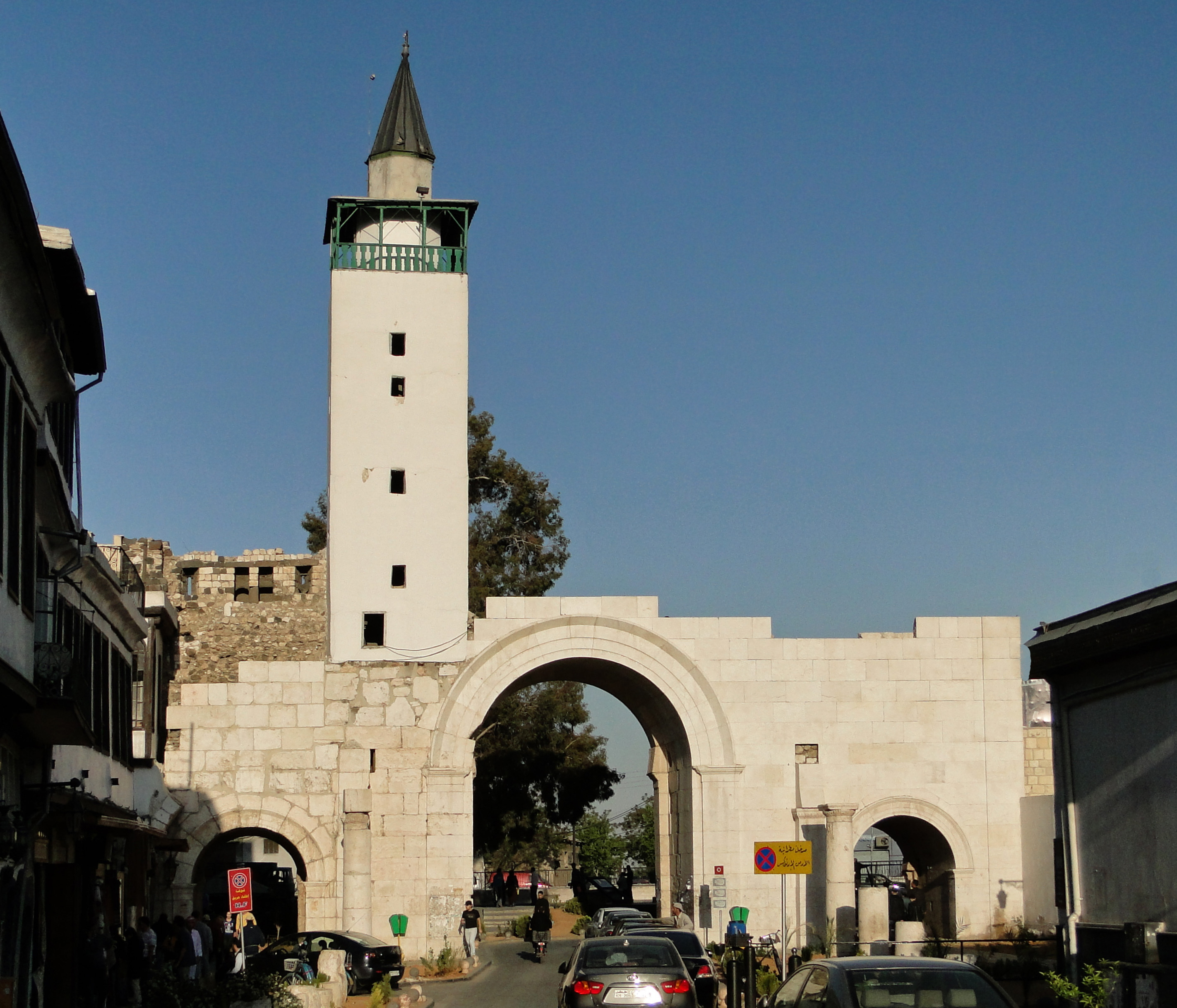
Bab Scharqi und das Ostende der Geraden Straße, 2010

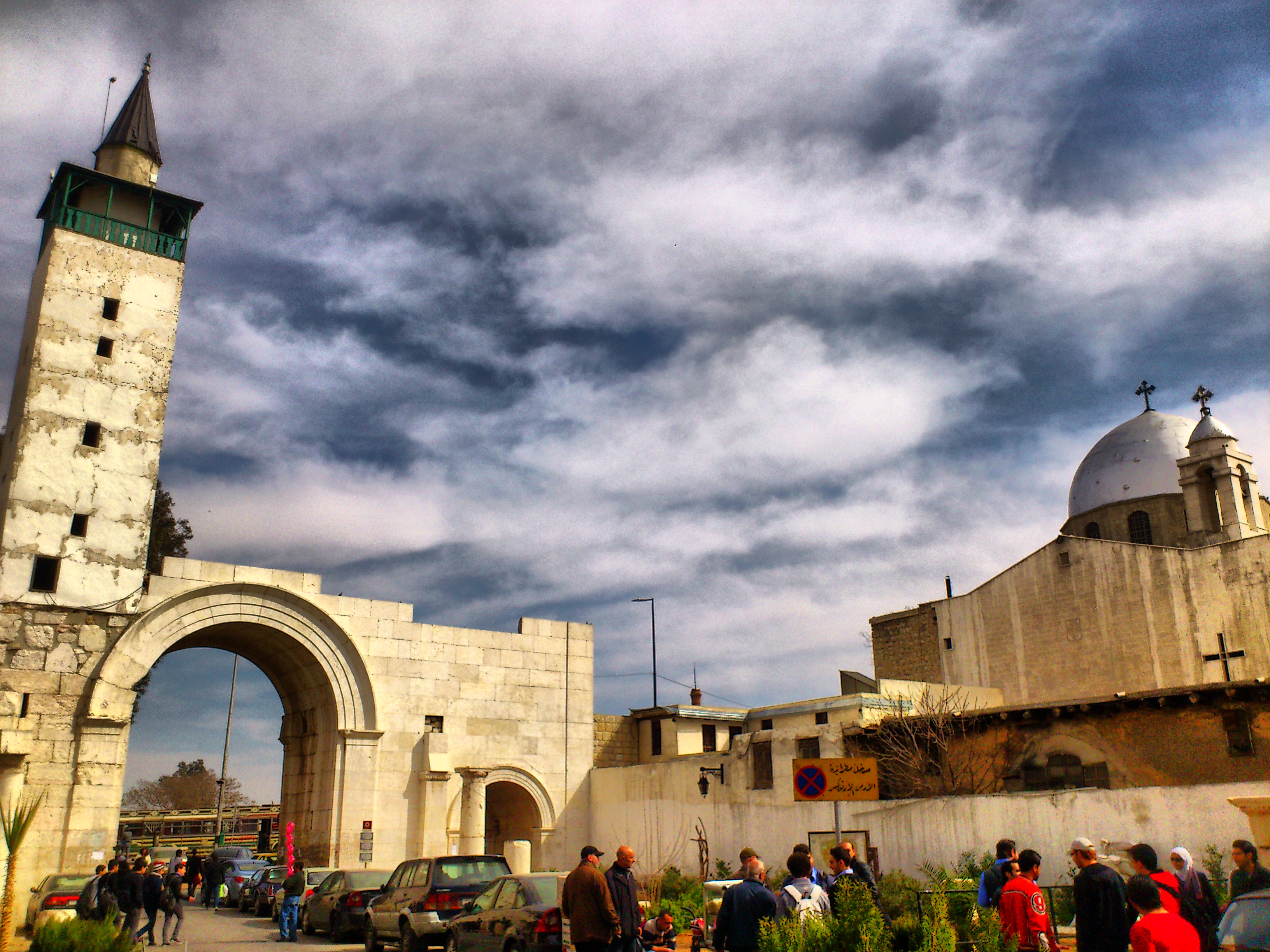
Bab Scharqi mit der armenischen Sankt-Sarkis-Kathedrale, 2013

Bab Scharqi (arabisch باب شرقي, DMG Bāb Šarqī; lateinisch Porta Solis / Porta Orientalis; deutsch: „Tor der Sonne“, „östliches Tor“) ist eines von den sieben antiken Stadttoren der syrischen Hauptstadt Damaskus und das einzige im Original erhaltene Tor aus römischer Zeit. Es begrenzt die Gerade Straße (Via Recta), die in Ost-West-Richtung durch die Altstadt von Damaskus verläuft, nach Osten. Der heutige Name bezieht sich auf den Standort im Osten der Altstadt. Nach dem Tor ist auch das umliegende christliche Stadtviertel benannt. Die große Fassade des Tores wurde in den 1960ern restauriert.

## Geschichte

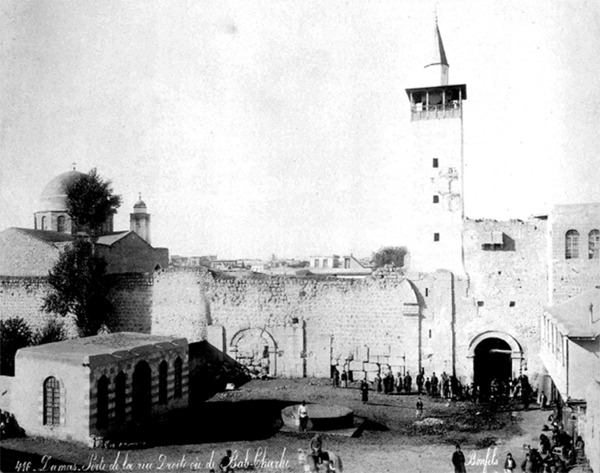
Bab Scharqi, 1880

Das Tor der Sonne, wie es zur Zeit des römischen Reiches genannt wurde, stammt etwa aus dem Jahr 200.
Damaskus wurde um 634 durch muslimische Heere erobert. Im Verlauf der Eroberung der Stadt betrat der Feldherr Chālid ibn al-Walīd Damaskus durch dieses Tor am 18. September 634. Das Tor war, wie viele dreispurige römische Tore, vom Aspekt der Verteidigung aus betrachtet sehr ungünstig angelegt. Im 12. Jahrhundert, unter der Herrschaft von Nur ad-Din wurde das Tor daher teilweise zugebaut und nur die zentrale Öffnung blieb erhalten und in einen verwinkelten Eingang umgestaltet. Ein Minarett wurde ebenfalls hinzugefügt.

## Architektur
Das Tor hat nur wenige Strukturen, die der Verteidigung dienen konnten, war jedoch möglicherweise durch Wehrtürme an den Seiten verstärkt. Es weist nur minimale Bauplastik auf. Die einzige Verzierung sind die hohen Pilaster. Das Tor überspannte mit einer Breite von 26 m eine große Zugangsstraße, die römische Vermessungsachse (Decumanus) und so genannte Via Recta (Gerade Straße; arabisch الشارع المستقيم, asch-Schāriʿ al-Mustaqīm), die zur Hauptverkehrsachse der Stadt wurde. Diese Straße verfügte über eine Wagenspur in der Mitte, mit einer Breite von 14 m für alle Wagen, sowie zwei mit Kolonnaden überdeckte Fußgängerstreifen. Überreste der Kolonnaden haben sich innerhalb des Tores erhalten. Bis heute verbindet die Gerade Straße das Osttor der Stadt mit dem Westtor, dem Bab al-Dschabiyya.

## Sehenswürdigkeiten
Direkt beim Stadttor befindet sich die armenisch-apostolische Sankt-Sarkis-Kathedrale. Nicht weit davon steht die melkitische Al-Zeitoun-Kirche. Das Haus des Sankt Ananias, das auch als römisch-katholische Kirche dient, befindet sich an der nach dem Heiligen benannten Hanania-Straße ein Stück nördlich vom Bab Scharqi.